# Список медалістів зимових Олімпійських ігор 1952
VI Зимові Олімпійські ігри проходили в норвезькому місті Осло. Всього в змаганнях взяли участь 694 спортсмени з 30 країн світу. Було розіграно 22 комплекти нагород у 8 дисциплінах 4 видів спорту.

## Бобслей
| Дисципліна        | Золото                                                                   | Срібло                                                                  | Бронза                                                                        |
| Чоловіки-двійки   | Німеччина · Андреас Остлер · Лоренц Ніберль                              | США · Стенлі Бенгам · Патрік Мартін                                     | Швейцарія · Фріц Фаєрабенд · Стефан Васер                                     |
| Чоловіки-четвірки | Німеччина · Андреас Остлер · Фрідріх Кун · Лоренц Ніберль · Франц Кемзер | США · Стенлі Бенгам · Патрік Мартін · Говард Кроззетт · Джеймс Аткінсон | Швейцарія · Фріц Фаєрабенд · Альберт Мадюрін · Андре Філіппіні · Стефан Васер |

## Гірськолижний спорт
| Дисципліна                   | Золото                       | Срібло                      | Бронза                      |
| Чоловіки: швидкісний спуск   | Дзено Коло · Італія          | Отмар Шнайдер · Австрія     | Христіан Правда · Австрія   |
| Чоловіки: гігантський слалом | Стейн Еріксен · Норвегія     | Христіан Правда · Австрія   | Тоні Шпіс · Австрія         |
| Чоловіки: слалом             | Отмар Шнайдер · Австрія      | Стейн Еріксен · Норвегія    | Гутторм Берге · Норвегія    |
| Жінки: швидкісний спуск      | Труде Йохум-Байзер · Австрія | Аннемарі Бухнер · Німеччина | Джуліана Мінуццо · Італія   |
| Жінки: гігантський слалом    | Андреа Мід Лоуренс · США     | Дагмар Ром · Австрія        | Аннемарі Бухнер · Німеччина |
| Жінки: слалом                | Андреа Мід Лоуренс · США     | Оззі Райхерт · Німеччина    | Аннемарі Бухнер · Німеччина |

## Ковзанярський спорт
| Дисципліна             | Золото                       | Срібло                          | Бронза                                        |
| Чоловіки: 500 метрів   | Кеннет Генрі · США           | Дон МакДермотт · США            | Гордон Одлі · Канада Арне Йогансен · Норвегія |
| Чоловіки: 1500 метрів  | Г'яльмар Андерсен · Норвегія | Вільм ван дер Вурт · Нідерланди | Роальд Ос · Норвегія                          |
| Чоловіки: 5000 метрів  | Г'яльмар Андерсен · Норвегія | Кеес Брекман · Нідерланди       | Сверре Інгольф Гоглі · Норвегія               |
| Чоловіки: 10000 метрів | Г'яльмар Андерсен · Норвегія | Кеес Брекман · Нідерланди       | Карл-Ерік Асплунд · Швеція                    |

## Лижне двоборство
| Дисципліна                  | Золото                    | Срібло                  | Бронза                      |
| Нормальний трамплін / 18 км | Симон Слоттвік · Норвегія | Гейккі Гасу · Фінляндія | Сверре Стенерсен · Норвегія |

## Лижні гонки
| Дисципліна                   | Золото                                                                 | Срібло                                                                            | Бронза                                                                    |
| Чоловіки: 18 км              | Гальгейр Бренден · Норвегія                                            | Тапіо Мякеля · Фінляндія                                                          | Пааво Лонкіла · Фінляндія                                                 |
| Чоловіки: 50 км              | Вейкко Гакулінен · Фінляндія                                           | Ееро Колегмайнен · Фінляндія                                                      | Магнар Естенстад · Норвегія                                               |
| Чоловіки: естафета 4 × 10 км | Фінляндія · Гейккі Гасу · Пааво Лонкіла · Урпо Коргонен · Тапіо Мякеля | Норвегія · Магнар Естенстад · Мікал Кіркгольт · Мартін Стоккен · Гальгейр Бренден | Швеція · Нільс Тепп · Сігурд Андерссон · Енар Юсефссон · Мартін Лундстрем |
| Жінки: 10 км                 | Лідія Відеман · Фінляндія                                              | Мір'я Гієтамієс · Фінляндія                                                       | Сіїрі Рантанен · Фінляндія                                                |

## Стрибки з трампліна
| Дисципліна | Золото                     | Срібло                         | Бронза                   |
| Чоловіки   | Арнфінн Бергман · Норвегія | Турб'єрн Фалькангер · Норвегія | Карл Гольмстрем · Швеція |

## Фігурне катання
| Дисципліна                | Золото                              | Срібло                              | Бронза                                |
| Чоловіче одиночне катання | Дік Баттон · США                    | Гельмут Зайбт · Австрія             | Джеймс Гроган · США                   |
| Жіноче одиночне катання   | Жаннетт Альтвегг · Велика Британія  | Тенлі Олбрайт · США                 | Жаклін дю Б'єф · Франція              |
| Парне катання             | Ріа Баран · Пауль Фальк · Німеччина | Керол Кеннеді · Пітер Кеннеді · США | Маріанна Надь · Ласло Надь · Угорщина |

## Хокей
| Золото | Срібло | Бронза |
| Канада | США    | Швеція |